# Lâm Minh Thành
Lâm Minh Thành (sinh 1972) là một chính khách người Việt Nam. Ông hiện là Phó Bí thư Tỉnh ủy An Giang.
Ông từng là Phó Bí thư Thường trực Tỉnh ủy Kiên Giang, Chủ tịch Hội đồng nhân dân tỉnh Kiên Giang.

## Sự nghiệp
Ngày 13 tháng 8 năm 2015, ông tái đắc cử Bí thư Huyện ủy Phú Quốc nhiệm kỳ 2015-2020 trong đại hội đảng bộ huyện Phú Quốc.
Ngày 19 tháng 6 năm 2018, ông được Ban Thường vụ Tỉnh ủy Kiên Giang điều động giữ chức Trưởng Ban Tổ chức Tỉnh ủy Kiên Giang.
Ngày 22 tháng 5 năm 2020, ông được HĐND tỉnh Kiên Giang bầu giữ chức Phó Chủ tịch UBND tỉnh Kiên Giang.
Ngày 17 tháng 10 năm 2020, ông được Đại hội đảng bộ tỉnh Kiên Giang bầu giữ chức Phó Bí thư Tỉnh ủy Kiên Giang.
Ngày 6 tháng 11 năm 2020, ông được HĐND tỉnh Kiên Giang bầu giữ chức Chủ tịch UBND tỉnh Kiên Giang.
Ngày 26 tháng 12 năm 2024, tại kỳ họp thứ 30 HĐND tỉnh Kiên Giang khóa X, nhiệm kỳ 2021-2026 với 100% đại biểu có mặt đã thống nhất bầu ông giữ chức Chủ tịch HĐND tỉnh Kiên Giang khóa X, nhiệm kỳ 2021-2026.
Ngày 30 tháng 6 năm 2025, tại tỉnh An Giang, Chủ nhiệm Ủy ban Dân nguyện và Giám sát của Quốc hội Dương Thanh Bình công bố Nghị quyết của Quốc hội về sắp xếp đơn vị hành chính cấp tỉnh (sáp nhập tỉnh An Giang và Kiên Giang thành tỉnh An Giang mới) và cấp xã. Phó Thủ tướng Chính phủ Mai Văn Chính công bố và trao quyết định của Bộ Chính trị về việc thành lập Đảng bộ tỉnh An Giang mới, chỉ định đồng chí Lâm Minh Thành, Phó Bí thư Thường trực Tỉnh ủy Kiên Giang, Chủ tịch Hội đồng nhân dân tỉnh Kiên Giang làm Phó Bí thư Tỉnh uỷ An Giang mới.

## Kỷ luật
Ủy ban Kiểm tra Trung ương (UBKT) tại kỳ họp thứ 29 từ 12-15/6/2023 kết luận ông Lâm Minh Thành “vi phạm quy chế làm việc, thiếu trách nhiệm, buông lỏng lãnh đạo, chỉ đạo để một số tổ chức, cá nhân vi phạm quy định của Đảng, pháp luật Nhà nước trong công tác cán bộ, mua sắm, quản lý, sử dụng sinh phẩm, hóa chất, vật tư, trang thiết bị y tế phòng, chống dịch COVID-19”. Ngày 8/8/2023, Thủ tướng Chính phủ Việt Nam ra quyết định kỷ luật khiển trách Chủ tịch Ủy ban Nhân dân (UBND) tỉnh Kiên Giang, ông Lâm Minh Thành do thiếu trách nhiệm để xảy ra sai phạm trong mua sắm, sử dụng trang thiết bị, sinh phẩm trong dịch COVID-19.